# Gesta Tancredi in expeditione Hierosolymitana
Les Faits et Gestes du prince Tancrède pendant l’expédition de Jérusalem (Gesta Tancredi in expeditione Hierosolymitana en latin), ou plus simplement Gesta Tancredi, est un texte écrit par Raoul de Caen relatant l’histoire du chevalier normand Tancrède de Hauteville  qui se distingua lors de la première croisade.

## L'auteur
Raoul de Caen (Radulf ou Radulfus Cadomensis en latin) est un chevalier normand né vers 1080 dans la ville de Caen où il fit ses études sous  Arnoul de Chocques, futur patriarche de Jérusalem. Tout d'abord au service du prince Bohémond de Tarente, il se rend en Syrie en 1107 pour servir Tancrède de Hauteville, prince d’Antioche en intérim lors des absences de Bohémond.
Raoul de Caen est mort autour de 1120.

## L’œuvre

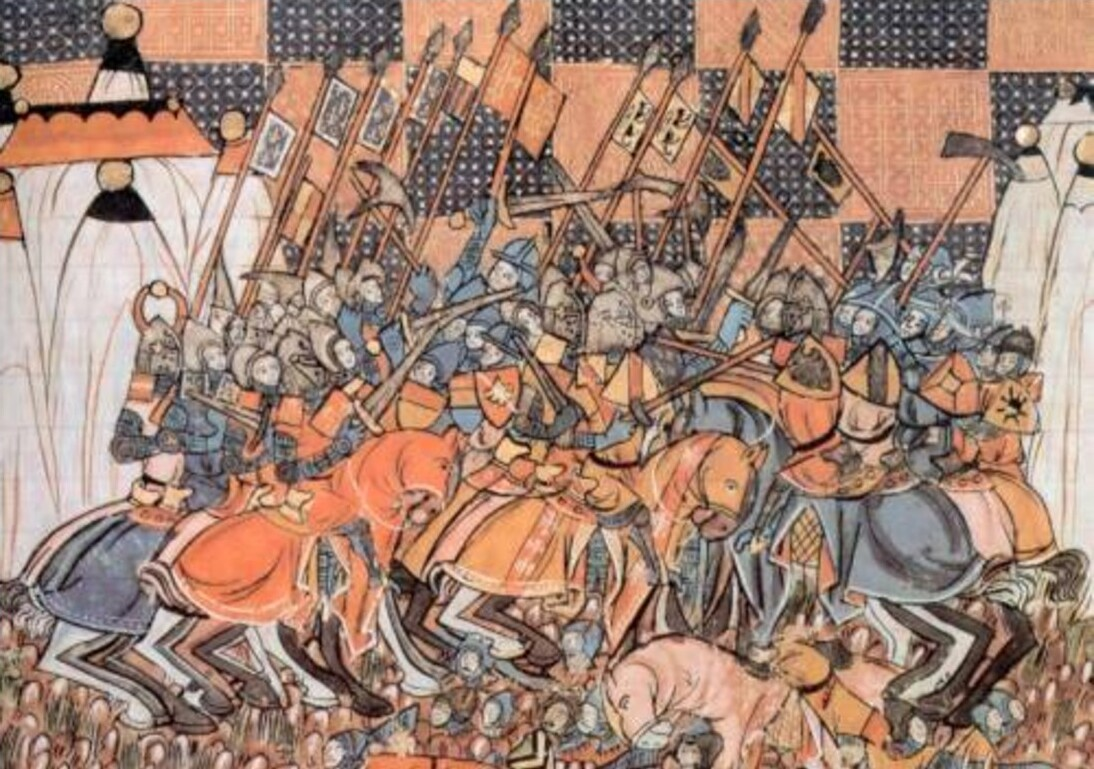
Une scène de la bataille de Dorylée, bataille racontée par Raoul de Caen dans sa Gesta Tancredi.

La Gesta Tancredi est un «prosimetrum», c'est-à-dire une pièce littéraire alternant des passages en prose et en poésie, dédié au patriarche Arnoul de Chocques. Les dates de rédaction de l’œuvre sont approximatives. Commencée après 1112, la geste dut être terminée avant 1118, date de la mort du patriarche Arnoul auquel est dédiée cette œuvre et qui est cité dans la préface en tant que correcteur.
La Gesta Tancredi raconte l’histoire du chevalier normand Tancrède de Hauteville, petit-fils de Robert Guiscard et neveu de Bohémond de Tarente, qui se distingua lors de la première croisade (1095-1099). Elle retrace son parcours depuis le départ des Normands de Sicile en novembre 1096 du port de Bari dans la région d'Apulie en Italie du Sud, jusqu’au siège de la ville d’Apamée en Syrie en 1105, sans révéler l’issue de cette bataille. L’auteur précisant dans la préface qu’il ne s’est résolu à entreprendre son ouvrage qu’à la mort de Tancrède (en 1112), on peut penser qu'il connaissait la suite des évènements, même s'il ne l'a pas mise par écrit ; François Guizot considère quant à lui que la fin de la Gesta Tancredi a été perdue.
L'unique manuscrit qui est parvenu jusqu’à nous a été découvert en 1716 par Dom Martène dans l’abbaye de Gembloux en actuelle Belgique. Dom Martène assura la première édition l’année suivante dans son Thesaurus Novus Anecdotorum. Quelques années après, Muratori en donna une édition plus exacte dans ses Rerum Italicarum scriptores (it). Ce dernier texte servit de base à la traduction de François Guizot qui fait toujours autorité aujourd’hui.
Le manuscrit original, que l'historien Heinrich von Sybel considère comme un manuscrit autographe, est conservé à la Bibliothèque royale de Bruxelles.

## Critiques
Le style des Gesta Tancredi, œuvre mi-historique et mi-poétique, est extrêmement travaillé et indique une excellente connaissance des auteurs classiques de la part de son auteur. Son caractère le plus intrigant mais également le plus original est sans doute son entière partialité en faveur des Normands de Sicile, de Bohémond et de Tancrède, certains qualifiant même la geste de panégyrique.
Pour l'historien Joseph-François Michaud « Raoul répète si souvent dans ses récits les lieux communs de la mythologie (...) que la lecture de son livre en devient fatigante. »
François Guizot estime quant à lui que « Raoul de Caen est un écrivain spirituel, ingénieux, d'une imagination vive, vraie, quelquefois même brillante (...), souvent moins crédule que ses contemporains. »
Si Raoul de Caen diffère souvent dans son récit des écrits de ses contemporains, la qualité des détails livrés et la véracité de certaines de ses descriptions basées sur des récits de témoins font de ce texte, malgré certaines lacunes et antithèses, une source du plus haut intérêt pour l’histoire de la première croisade,.